# Miskolc Városi Közlekedési Zrt

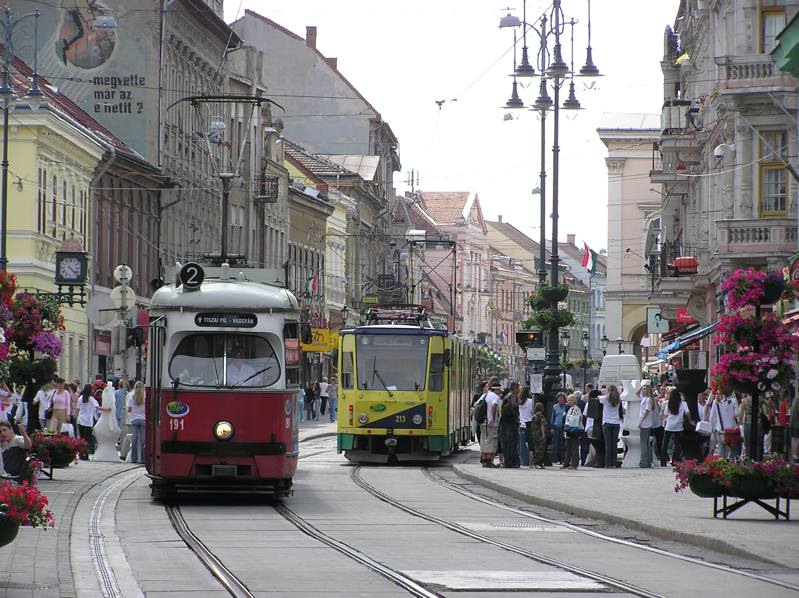
Miskolc: tram snodato rosso Siemens E1 n. 191 sulla linea 2 e giallo Tatra KT8D5 n. 213 sulla linea 1, entrambi della MVK ZRt

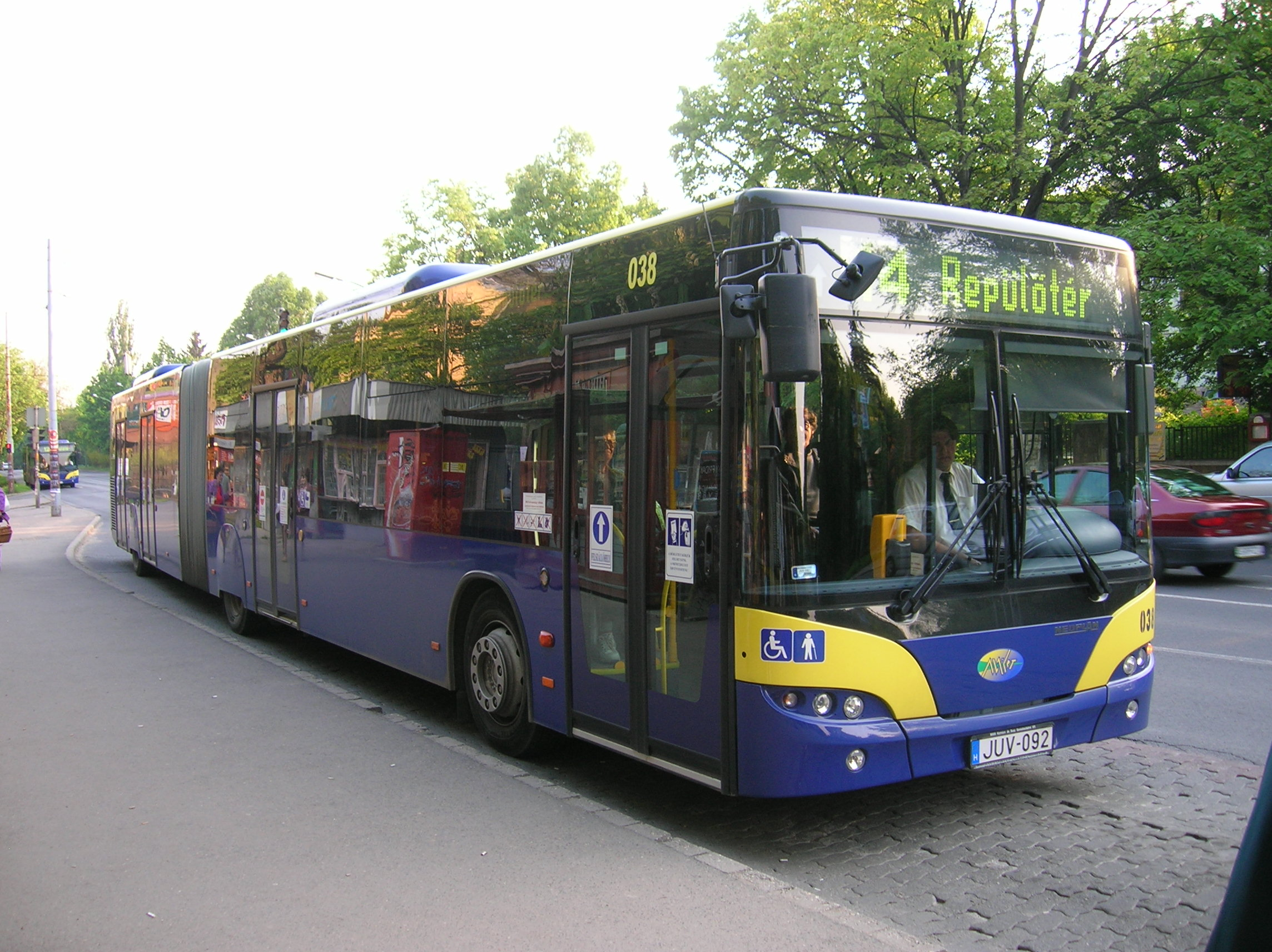
Miskolc: autosnodato Neoplan Centroliner N4522 della MVK ZRt n. 038 sulla linea 14

La Miskolc Városi Közlekedési ZRt, nota anche con la sigla MVK ZRt, è l'azienda ungherese che svolge il servizio di trasporto pubblico autotranviario nella città di Miskolc e nel suo comprensorio.

## Esercizio
L'azienda gestisce 2 tranvie (linee 1, 2) e 38 autolinee.

## Parco aziendale
Alla fine del 2006 la MKV ZRt possedeva:
- 194 autobus — 134 dei quali articolati e solo 45 di questi a pianale ribassato — a marchio Ikarus (come i modelli 280, 412, 415), MAN, Neoplan
- 46 tram, tutti snodati eccetto le 2 vetture storiche restaurate.
- ad aprile 2010 sono stati ordinati 31 tram Sirio da AnsaldoBreda[1]

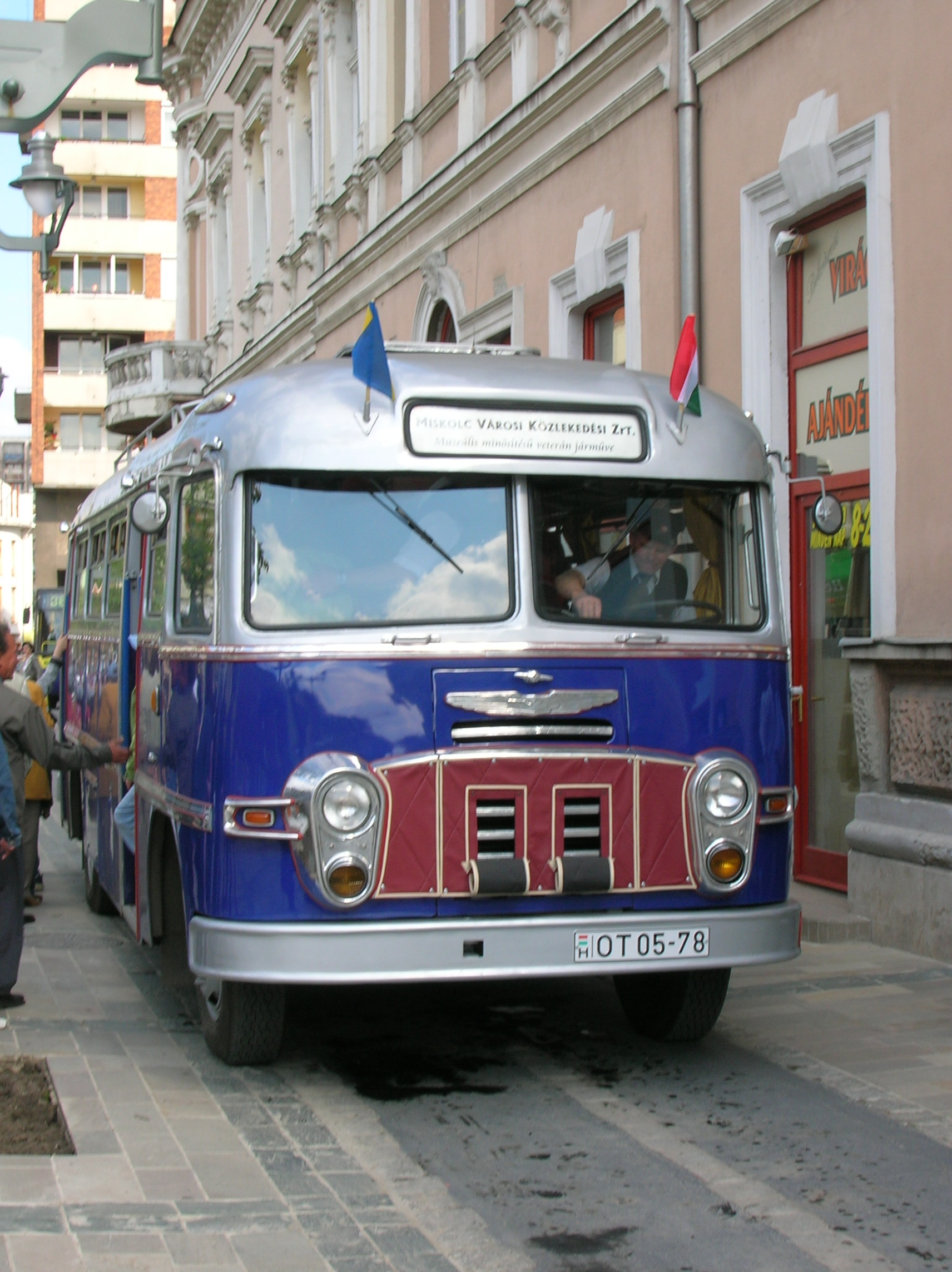
Miskolc: autobus Ikarus 31

## Curiosità
Un autobus Ikarus 31 del 1959 è stato accuratamente restaurato per fini museali, anche se può circolare essendo stato regolarmente ritargato e revisionato.

## Sede legale
La sede è a Miskolc.